# Murray Chatlain
Murray Chatlain (Saskatoon, 19 gennaio 1963) è un arcivescovo cattolico canadese, dal 30 dicembre 2024 arcivescovo di Winnipeg.

## Biografia

### Formazione e ministero sacerdotale
Dopo aver conseguito un baccalaureato in filosofia presso l'università di Saskatchewan e un master in teologia presso il st Peter's Seminary di London, è stato ordinato sacerdote il 15 maggio 1987. Ha anche studiato la lingua na-dene a La Loche, nell'arcidiocesi di Keewatin-Le Pas.

### Ministero episcopale
Il 23 giugno 2007 papa Benedetto XVI lo ha nominato vescovo coadiutore di Mackenzie-Fort Smith.
Ha ricevuto l'ordinazione episcopale il 14 settembre successivo dalle mani dell'arcivescovo Luigi Ventura, nunzio apostolico in Canada, co-consacranti il vescovo di Mackenzie-Fort Smith Denis Croteau e il vescovo di Saskatoon Albert LeGatt.
È succeduto al predecessore il 10 maggio 2008.
Il 6 dicembre 2012 lo stesso papa lo ha promosso arcivescovo metropolita di Keewatin-Le Pas, succedendo a Sylvain Lavoie, dimessosi per raggiunti limiti d'età. Ha preso possesso dell'arcidiocesi il 19 marzo 2013, nello stesso giorno di insediamento di papa Francesco. Ha ricevuto il pallio dal Santo Padre il 29 giugno successivo.
Il 27 marzo 2017 ha compiuto la visita ad limina.
Si è espresso con due lettere pastorali sul tema degli scandali sessuali avvenuti all'interno della Chiesa: nel 2014 ha comunicato l'istituzione di un comitato diocesano composto da professionisti che forniscono un ausilio per denunciare casi di abusi; nel 2018 ha comunicato la disponibilità di rivolgersi ad un comitato indipendente, istituito dalla Conferenza episcopale canadese, che raccoglie e gestisce le eventuali denunce.
È membro del Concilio cattolico canadese aborigeno, che fa parte della Conferenza episcopale canadese. Attualmente è presidente dei vescovi del Nord del Canada e copresidente del Circolo di Nostra Signora di Guadalupe.
In un'intervista ha affermato che sinodo in Amazzonia svoltosi nel 2019 ha dato voce agli indigeni di tutto il mondo e questo rappresenta un buon segno anche per le diocesi del Canada settentrionale che hanno al loro interno realtà parallele.
Il 30 dicembre 2024 papa Francesco lo ha nominato arcivescovo di Winnipeg, succedendo a Richard Joseph Gagnon, dimessosi per raggiunti limiti d'età. Ha preso possesso dell'arcidiocesi il 4 aprile successivo.

## Stemma e motto

Stemma dell'arcivescovo

D'azzurro, alla banda ondata d'argento, accompagnata in capo da un tamburo aborigeno dello stesso e in punta da una stola dello stesso, piegata in forma di M. Caricato di una croce al cuore rotondo d'oro, sovraccaricata dal cuore di rosso, cimato da una croce latina dello stesso.
Ornamenti esterni da arcivescovo metropolita.
Motto: Magnificavit Dominus facere nobiscum.

## Genealogia episcopale
La genealogia episcopale è:
- Cardinale Scipione Rebiba
- Cardinale Giulio Antonio Santori
- Cardinale Girolamo Bernerio, O.P.
- Arcivescovo Galeazzo Sanvitale
- Cardinale Ludovico Ludovisi
- Cardinale Luigi Caetani
- Cardinale Ulderico Carpegna
- Cardinale Paluzzo Paluzzi Altieri degli Albertoni
- Papa Benedetto XIII
- Papa Benedetto XIV
- Papa Clemente XIII
- Cardinale Marcantonio Colonna
- Cardinale Giacinto Sigismondo Gerdil, B.
- Cardinale Giulio Maria della Somaglia
- Cardinale Carlo Odescalchi, S.I.
- Vescovo Eugène de Mazenod, O.M.I.
- Cardinale Joseph Hippolyte Guibert, O.M.I.
- Cardinale François-Marie-Benjamin Richard de la Vergne
- Cardinale Pietro Gasparri
- Cardinale Clemente Micara
- Cardinale Antonio Samorè
- Cardinale Angelo Sodano
- Arcivescovo Luigi Ventura
- Arcivescovo Murray Chatlain